# Pseudosquillisma
Pseudosquillisma is een geslacht van kreeftachtigen uit de klasse van de Malacostraca (hogere kreeftachtigen).

## Soorten
- Pseudosquillisma adiastalta (Manning, 1964)
- Pseudosquillisma guttata (Manning, 1972)
- Pseudosquillisma kensleyi Ahyong, 2005
- Pseudosquillisma oculata (Brullé, 1837)